# سلسلة جبال موريسفيل
سلسلة جبال موريسفيل، هي سلسلة تقع في جبال كاتسكيل في نيويورك غرب جراند جورج. يقع الجبل الأيرلندي جنوب شرق سلسلة جبال موريسفيل ويقع جبل ماكجريجور في الشمال الغربي.